# Чудновский, Виль Эммануилович
Виль Эммануилович Чудновский (1924—2016) — советский учёный-психолог и педагог, доктор психологических наук, профессор, действительный член Международной педагогической академии.
Автор более 150 научных работ.

## Биография
Родился 24 сентября 1924 года в Одессе в еврейской семье.
Трудовую деятельность начал в Великую Отечественную войну, в тылу сборщиком военно-транспортных самолётов Ли-2. 
В 1949 году с отличием окончил Ташкентский вечерний педагогический институт имени В. Г. Белинского (ныне в составе Ташкентского государственного педагогического университета имени Низами). С 1949 по 1963 год преподавал психологию в Ташкентском педагогическом институте и в Психологическом институте. В 1961—1962 годах учился в аспирантуре НИИ общей и педагогической психологии Академии педагогических наук РСФСР и в 1963 году защитил кандидатскую диссертацию на тему «О соотношении возрастных особенностей и свойств типа нервной системы у детей дошкольного возраста» (руководитель — Н. С. Лейтес).
С 1964 года работал в Московском НИИ психологии (позже — Институт общей и педагогической психологии РАО) в лаборатории Б. М. Теплова «Исследования проблем индивидуальных различий», а затем — в лаборатории Л. И. Божович «Исследование психологических особенностей возрастного формирования личности». В 1980 году защитил докторскую диссертацию на тему «Психологические основы нравственной устойчивости личности школьника». С 1996 года преподавал на факультете психологии Московского государственного областного университета.
Умер 9 января 2016 года в Москве.

## Заслуги
- Награждён медалями, в числе которых «За доблестный труд в Великой Отечественной войне 1941—1945 гг.» и «Ветеран труда», а также научными наградами — медаль К. Д. Ушинского (1999, за значительные достижения в области психологии) и медаль Г. И. Челпанова (2007, за вклад в развитие психологической науки).[1]
- В 2014 году решением Ученого совета ФГБНУ «Психологический институт РАО» В. Э. Чдновскому было присвоено звание Почетного профессора Психологического института.[4]